# Список персонажей телесериала «Иерихон»
Это список персонажей из сериала «Иерихон», премьера которого состоялась в 20 сентября 2006 года на канале CBS, США.

## Главные герои

### Джейк Грин
Джонстон Джейкоб Грин — младший — главный персонаж сериала, будучи младшим сыном Джонстона Грина, мэра города Иерихона, олицетворяет собой блудного сына города. В детстве и юности Джейк слыл отпетым хулиганом. После школы получил образование пилота, но работать по специальности не пошёл. Он вернулся в город и промышлял контрабандными перевозками, под началом отца Эмили Саливан, главаря местной банды. После трагического события, повлёкшей смерть брата Эмили, покинул Иерихон. Работал какое-то время на частные армии, возил грузы для Jennings & Rall в Ираке и в Афганистане. Джейк возвращается домой лишь для того, чтобы получить часть наследства умершего дедушки, но оказывается в изолированном от внешнего мира городе, после того как в Денвере происходит ядерный взрыв.
Несмотря на довольно сомнительное прошлое и плохую репутацию, он проявляет себя в экстремальных ситуациях как герой: возвращает в город детей, застрявших в сломавшемся школьном автобусе посреди пустынной дороги, помогает в эвакуации горожан перед радиоактивным дождем, спасает Эмили Салливан и сестру Стэнли Бонни, захваченных в плен сбежавшими заключёнными. Джейк готов жертвовать собой ради того, чтобы Иерихон пережил тяжёлое время. Активная положительная деятельность младшего сына Гринов поднимает не только его в глазах горожан, но и укрепляет авторитет всего семейства в городе. Подобное самопожертвование ради благ других, привлекает внимание Роберта Хоукинса, законспирированного агента ЦРУ, который посвящает Джейка в свою тайну. Во втором сезоне Джейка назначают шерифом Иерихона, но это не мешает ему противодействовать порядкам корпорации Jennings & Rall, о деятельности которой он знает не понаслышке.
Роль персонажа в сериале исполняет актёр Скит Ульрих.

### Роберт Хоукинс
В первом сезоне неизвестный приезжий, который «случайно» оказывается в Иерехоне, но знает о радиации, превосходно владеет оружием. К концу сезона раскрывается, что он является агентом ЦРУ, один из 12 тех, кто были направлены в террористические группировки с целью найти ядерные заряды до их применения. Не сумев предотвратить взрывы, бежит в Иерихон — негласное место сбора агентов, куда приносит уцелевшую боеголовку — доказательство виновности правительства Шайена и Jennings & Rall.
Роль персонажа играет актёр Ленни Джеймс.

### Эрик Грин
Старший сын мэра Джонстона Грина. Помогает отцу в качестве негласного шерифа (который погибнет в первой серии), в некоторые моменты фактически управляя городом. Живёт сложной семейной жизнью — с одной стороны женат на Эйприл Грин, но влюблён в Мэри Бэйли. Попадает в плен в Нью-Берне, откуда его спасают брат и отец.
Роль персонажа играет актёр Кеннет Митчелл

### Хэзер Лисински
Школьная учительница, впервые встречающаяся в первой серии, когда её и учеников спасает Джейк Грин. Испытывает к главному герою симпатию, но после того как на ярмарке попадает в плен, остаётся со спасшими её повстанцами из Нью-Берна, для помощи в постройке «ветровых турбин». Когда оказывается, что Нью-Берн грабит соседние города (в том числе и Иерихон) бежит в Лагерь Свободы, где находятся вооружённые части армии Единых Штатов Америки.
Во-втором сезоне является связующим звеном между командиром батальона майором Беком и жителями Иерихона.
Роль персонажа играет актриса Спрейг Грейден.

### Джонстон Грин
Джонстон Джейкоб Грин — мэр Иерихона в начальных сериях, бывший рейнджер армии США, воевавший во Вьетнаме. Был смещен Греем Андерсоном на выборах, но даже после этого не утратил влияния в Иерихоне. Его авторитет все время укреплялся благодаря его детям, Эрику и Джейку, которые в тяжёлое для горожан время не переставали заботиться о функционировании городских служб и поддерживали порядок в городе. Во время нью-бернской войны мэр Грей Андерсон поручает Джонстону Грину вести ополченцев в бой, но в первом сражении, на подступах к Иерихону, Джонстон получает смертельное ранение. Мэр Андерсон в последней серии второго сезона вывешивает на флагштоке у мэрии флаг, принадлежавший Джонстону Грину и выражающий общее мнение всех жителей города о наступивших временах: «Не давите на меня» (англ. Don’t tread on me).
Роль персонажа играет актёр Джеральд Макрейни.

### Грэй Андерсон
Давний оппонент Джонстона Грина на городских выборах, представитель оппозиции местной власти, совладелец соляных шахт Иерихона. Вызвался быть в рядах добровольцев-разведчиков, которые отправились во внешний мир, чтобы узнать, о положении дел в стране. По возвращении из экспедиции, приносит дурные вести о том, что столица США, Вашингтон, уничтожена, и почти все правительство погибло. Выигрывает выборы, благодаря тому, что возглавил группу, ловившую несправедливо обвиненного в убийстве местной владелицы магазина главаря местной банды. Будучи до взрывов преуспевающим бизнесменом, пытался мирным путём разрешить притязания города-соседа Нью-Берна к Иерихону. После прихода в Иерихон армии Единых Штатов Америки по приглашению президента ЕША, отправляется в Шайенн, чтобы принять участие в разработке новой конституции государства.
По возвращении из Шайенна, в знак несогласия со сложившемся положением дел на родной земле, вывешивает флаг своего бывшего визави, гласящий: «Don`t tread on me» («Не давите на меня»).
Роль персонажа играет актёр Майкл Гэстон.

### Стэнли Ричмонд
Молодой фермер с американского Среднего Запада, старший брат Бонни Ричмонд, давний друг Джейка Грина. После окончания школы у Стенли открывались прекрасные перспективы получить стипендию от одного из американских ВУЗов и выступать за его футбольную команду, но судьба распорядилась иначе. Его и Бонни родители погибли в автокатастрофе, и парню пришлось остаться в Иерихоне, чтобы ухаживать за своей глухой сестрой. После взрывов, Стэнли по доброте душевной предлагает обаятельной и привлекательной девушке по имени Мими Кларк (государственной аудиторше, приехавшей проверить состояние дел молодого фермера) пожить на его ферме «пока все не образуется». Естественно между молодыми людьми вспыхивают чувства. В сериале Стэнли олицетворяет собой образ партизана, вставшего на защиту своего города. После утверждения власти ЕША в Иерихоне, Стэнли старается вести законопослушный образ жизни, приспосабливаясь к новым порядкам властей. К сожалению, эта новая власть, приносит ему большое горе. Управляющий городом от J&R Гетц, пытаясь скрыть свои махинации во время введения новой валюты, которые обнаружила Мими Кларк, убивает Бонни и ранит саму Мими. Стэнли мстит и убивает преступника, но тем самым приносит ещё большие беды в Иерихон. Гетц являлся крупной шишкой в J&R, и на убийство чиновника такого ранга, федеральная власть отвечает введением в городе особого положения, Иерихон объявляется территорией повстанцев.
Роль персонажа играет актёр Брэд Бейер.

### Дейл Тёрнер
Подросток-сирота, изгой среди ровесников, который работает у тёти-опекуна в магазине. Когда начинается кризис продовольствия многие жители начинают отдавать вместо денег, которые уже ничего не стоят, драгоценности. Крадёт со склада магазина антикварную шкатулку девушки, в которую влюблён, после чего покидает магазин.
После убийства хозяйки магазина узнаёт, что она завещала ему всё своё имущество. Во втором сезоне занимается контрабандой, в том числе привозит в Иерихон вакцину от Гудзонского вируса. Был арестован представителем Рейвенвуда, но освобождён майором Беком.
Роль персонажа играет актёр Эрик Кнудсен.

### Эмили Салливан
Учительница истории в местной школе, невеста бизнесмена из Чикаго, а также дочь главаря местной банды, с которым у неё плохие отношения. Когда-то у Джейка Грина был роман с Эмили. Но из-за трагедии, побудившей Джейка покинуть Иерихон, он прервался. Возвращение Джейка в Иерихон вносит неопределённость в жизнь Эмили, и лишь нестабильная обстановка вокруг позволяет девушке не утонуть во внутренних противоречиях. Посильно помогает в решении городских проблем, и даже переступает через себя, чтобы наладить взаимные деловые отношения города с бандой, которой руководит её отец.
Роль персонажа играет актриса Эшли Скотт.

## Персонажи второго плана

### Мэри Бэйли
В сериале хозяйка таверны. Встречалась с Эриком Грином. Позднее таверна стала местом, где начали встречаться участники сопротивления.
Роль персонажа играет актриса Клер Кэри.

### Эйприл Грин
Врач в городской больнице, жена Эрика Грина. В первых сериях остаётся единственным квалифицированным медиком в округе. Ситуация усугубляется изменами мужа, недостатками медикаментов и др. Умирает от кровоизлияния при родах вместе с ребёнком.
Роль персонажа играет актриса Дарби Стенчфилд.

## Военные
Здесь описываются события второго сезона сериала.

### Эдвард Бек
Майор Эдвард Бек, командир батальона 10-й горной дивизии (по-видимому после ядерных терактов в армии осталось довольно мало кадров командующего состава), был отправлен в Иерихон и его близлежащие окрестности для наведения порядка на транспортных коммуникациях (ликвидировать бандитские группировки на дорогах), стабилизации обстановки в данном районе (прекратить междоусобную войну Нью-Берна и Иерихона), а также организовать поиски последней террористки, подозреваемой в совершении ядерных терактов (дезинформация, подброшенная Хоукинсоном властям ЕША). С приходом армии в город в него прибывают и представители Jennings & Rall, которые выступают в роли помощников новых властей. Майор Бек, убеждает Джейка отказаться от мести бывшему шерифу Нью-Берна, Константино, развязавшего ранее Нью-Бернскую войну, и планомерно выполняет возложенные на него задачи.
Ситуация меняется, когда корпорация присылает Гетца — представителя из Рэйвенвуд, чьи действия приводят к массовым волнениям в городе.
Роберт Хоукинс способствует тому, чтобы поиск террористов, открыл глаза Беку, на действующую ситуацию, и, когда Хэзер Лисински говорит майору, что тот трус, и не может взглянуть правде в лицо, командующий батальоном принимает решение — выступить против правительства Шайена, которое уничтожило 25 американских мегаполисов, где без вести пропала и жена Бека.
Все офицеры поддерживают решение майора и переходят на его сторону.
Роль персонажа играет актёр Эсай Моралес.

## Сотрудники Jennings & Rall

### Триш Меррик
Работник Jennings & Rall, которая честно исполняет обязанности, когда Мими Кларк приносит ей информацию о хищении денежных средств, информирует Гетца об этом, после чего последний убивает сестру Стэнли Ричмонда и тяжело ранит Мими Кларк, так как он и расхитил эти средства. Несмотря на то, что она добьётся увольнения Гетца, его повесят и начнутся карательные меры армии Шайен.
Роль персонажа играет актриса Эмили Роуз.

### Джон Гетц
Отрицательный персонаж сериала. Впервые появляется к концу первого сезона, где требует от жителей Иерихона и близлежащих ферм особого налога, но получает отпор. Но из-за событий, которые тот внёс в Нью-Берне, начинается война между городами. Во втором сезоне назначается на должность управляющего Иерихоном, но после волнений и увольнения, был убит Стэнли Ричмондом, а позже повешен повстанцами на дереве.
Роль персонажа играет актёр Даниэль Суини.